# Grădina Turcească
Grădina Turcească este o rezervație peisagistică, situată între satele Leuntea și Copanca din raionul Căușeni, Republica Moldova (parcelele 3, 4, 5 din Ocolul silvic Talmaz). Are o suprafață de 224 ha. Obiectul este administrat de Întreprinderea Silvică Tighina. Este cea mai estică rezervație peisagistică din republică.

## Caracteristici geografice
Rezervația este amplasată la altitudinea 3-6 m deasupra nivelului mării. O suprafață semnificativă o ocupă albia veche a fluviului Nistru.

## Clasificare
Rezervația a fost încadrată în etajul de silvostepă, cu două tipuri de stațiune:
- silvostepă - luncă de zăvoi de plopi, șleau, plopiș, sol aluvial moderat lumifer, temporar slab umezit freatic, rar și scurt inundabil, bonitate mijlocie;
- silvostepă - luncă de șleau, sol zonal freatic umed, neinundabil sau foarte rar și scurt inundabil, foarte profund, bonitate superioară.

Au fost identificate două tipuri de pădure:
- șleau de luncă din silvostepă de productivitate superioară;
- șleao-plopiș de luncă din silvostepă de productivitate mijlocie.

## Diversitate floristică
Aria naturală „Grădina Turcească” reprezintă o suprafață cu vegetație forestieră, acvatică și palustră, atribuită la categoria „ecosisteme forestiere de stejar pedunculat (Quercus robur), plop (Populus alba) și salcie (Salix alba) din luncile râurilor”. Include albia veche a Nistrului cu o pădure de luncă inundabilă, incluzând specii de plop, stejar pedunculat, frasin, salcie etc. Găzduiește plante rare și relicte: peștișoara plutitoare, castanul de apă, plescăița și altele, cât și colonii de bâtlani.

### Arbori
La Grădina Turcească au fost identificate 21 de specii de arbori. Arboreturile natural fundamentale sunt dominate de plopul alb (Populus alba) și stejarul pedunculat (Quercus robur). Pe mici suprafețe de pe malurile albiei vechi ale Nistrului predomină salcia (Salix alba). Speciile însoțitoare (minoritare în raport cu speciile edificatoare de mai sus) sunt: Fraxinus excelsior, Acer platanoides, Populus nigra, P. tremula, Ulmus laevis. În etajul doi cresc exemplare de Acer campestre, Malus sylvestris, Pyrus pyraster, Acer tataricum. La liziera pădurii se întâlnește mult arțar american (Acer negundo) și sălcioară (Elaeagnus angustifolia). Alte specii înregistrate în rezervație sunt Cerasus avium, Gleditsia triacanthos, Morus alba, Pinus nigra, Picia abies, Prunus divaricata, Robinia pseudacacia.
Se evidențiază patru tipuri de arboreturi: natural fundamentale, parțial derivate, total derivate și artificiale. Productivitatea variază între mijlocie și inferioară.

#### Arboreturi natural fundamentale
Cele 25 de subparcele cu arboreturi natural fundamentale se întind pe o suprafață de 102,6 ha, ceea ce constituie aproape jumătate din suprafața totală a ariei protejate.
Arboreturile natural fundamentale de plop alb s-au format la altitudinea 4-6 m. În 2010, vârsta plopilor constituia 65-100 de ani. Productivitatea este mijlocie și superioară (242-444 m3/ha). Au înălțimea de 29-34 m, iar diametrul tulpinii constituie 42-64 cm, unele exemplare depășind chiar 1 m. Au o participare neînsemnată stejarul pedunculat (Quercus robur), frasinul (Fraxinus excelsior), teiul (Tilia cordata), plopul negru (Populus nigra) și ulmul (Ulmus laevis). Solitar se întâlnesc exemplare de paltin de câmp (Acer platanoides), jugastru (Acer campestre) și păr pădureț (Pyrus pyraster).
Arboreturile natural fundamentale de stejar pedunculat sunt amplasate în subparcelele 3O și 3L, pe o surpafață de 9,9 ha. Productivitatea este superioară (259-310 m3/ha), la o consistență de 0,7–0,8. Vârsta, în 2010, era aproximată la 90-100 de ani. Înălțimea arborilor este de 25 m, iar diametrul tulpinii 42-50 cm.

#### Arboreturi parțial derivate
În Grădina Turcească au fost delimitate patru arboreturi parțial derivate de frasin, în subparcelele 4H, 3R, 5W și 4O, cu o suprafață care însumează 33,3 ha. Predomină frasinul, dar este prezent și stejarul pedunculat, într-o proporție de 20-30%. Este posibil ca în trecut arboreturile să fi fost de stejar și să fi devenit de frasin în rezultatul gestionării silvice proaste. Volumul masei lemnoase constituie 180-335 m3/ha, o valoare mai mică decât la arboreturile natural fundamentale.

#### Arboreturi total derivate
Au fost evidențiate 10 arboreturi total derivate: 5 arboreturi cu specia predominantă frasin, 3 cu ulm și 2 cu plop alb. Suprafața totală a lor este de 34,1 ha. Productivitatea este mai scăzută decât la arboreturile natural fundamentale și cele parțial derivate.

#### Arboreturi artificiale
Cele 18 arboreturi artificiale din rezervație se împart în 7 categorii și se întind pe o suprafață totală de 20,9 ha.
Arboreturile artificiale de stejar pedunculat au o vârstă care în 2010 varia între 5 și 40 de ani. Șapte din ele sunt arboreturi artificiale pure, plantate în subparcelele 5M, 3D, 5E, 5G, 3J, 5A, 5C pe o suprafață de 8,1 ha. Cel de-al optulea, din subparcela 5N, are stejarul ca specie dominantă (60%), dar conține și frasin (20%), nuc (10%) și paltin (10%).
Arboretul artificial de frasin (90%) cu plop alb (10%) a fost creat în subparcela 5R și are o productivitate mijlocie (245 m3/ha).
Arboretul artificial de tei (80%) cu paltin (10%) și diverse specii moi (10%) se află în subparcela 3K. Vârsta în 2010 era estimată la 25 de ani; volumul masei lemnoase constituia 75 m3/ha.
Arboretul artificial de salcâm este un arboret pur din subparcela 4A.
Arboretul artificial de glădiță este rezultatul unui experiment desfășurat în subparcela 5L, pe o suprafață de 0,5 ha. Este compus din 40% glădiță, 40% stejar, 10% frasin și 10% specii tari.
Arboreturile artificiale de molid, patru la număr (subparcelele 3A, 3N, 4D, 3E), se întind pe o suprafață de 3,7 ha. Toate au o productivitate inferioară, iar specialiștii recomandă înlocuirea lor cu arboreturi similare celor natural fundamentale.
În sfârșit, cele două arboreturi artificiale de pin cresc pe o suprafață de 1 ha în subparcelele 3F și 3G. Au aceeași problemă de productivitate ca și arboreturile de molid, cu aceleași recomandări de ameliorare.

### Arbuști
În Grădina Turcească au fost raportate 17 specii de arbuști:
- Amorpha fruticosa
- Cornus mas
- Corylus avellana
- Crataegus monogyna
- Crataegus curvisepala
- Euonymus europaea
- Euonymus verrucosa
- Frangula alnus
- Ligustrum vulgare
- Prunus spinosa
- Rhamnus cathartica
- Rosa canina
- Salix capraea
- Salix cinerea
- Salix viminalis
- Sambucus nigra
- Swida sanguinea

### Ierburi
Au fost înregistrate 190 de specii de plante ierboase:
- Achillea colina
- Acorus calamus
- Aegopodium podagraria
- Agrimonia eupatoria
- Agrostis stolonifera
- Ajuga chia
- Ajuga genevensis
- Alisma plantago-aquatica
- Allium rotundum
- Allium ursinum
- Amarathus retroflexus
- Anemonoides ranunculoides
- Angelica sylvestris
- Anthriscus sylvestris
- Arcticum lappa
- Arctium tomentosum
- Aristolochia clematitis
- Artemisia annua
- Artemisia austriaca
- Artemisia vulgaris
- Asarum europaeum
- Asparagus officinalis
- Asparagus verticilatus
- Astragalus glycyphyllos
- Ballota nigra
- Betonica officinalis
- Bidens tripartita
- Bolboschoenus maritimus
- Brahypodium silvaticum
- Bromus arvensis
- Bupleurum falcatum
- Butomus umbellatus
- Calamagrostis arundinacea
- Calamagrostis epigeios
- Calystegia sepium
- Campanula bononiensis
- Campanula trachelium
- Capsella bursa-pastoris
- Cardaria draba
- Carex melanostachya
- Carex riparia
- Catabrosa aquatica
- Ceratophyllum demersum
- Ceratophyllum submersum
- Cerinthe minor
- Chaerophyllum aromaticum
- Chaerophyllum bulbosum
- Chelidonium majus
- Chenopodium glaucum
- Chenopodium hybridum
- Cichorium intybus
- Cirsium arvense
- Clinopodium vulgare
- Convallaria majalis
- Convolvulus arvensis
- Coronilla varia
- Corydalis cava
- Corydalis marschalliana
- Corydalis solida
- Cucubalus baccifer
- Cynodon dactylon
- Dactylis glomerata
- Daucus carota
- Echinochloa crusgalli
- Echium vulgare
- Eleocharis acicularis
- Eleocharis palustris
- Elytrigia intermedia
- Elytrigia repens
- Epilobium hirsutum
- Epipactis heleborine
- Equisetum arvense
- Erigeron canadensis
- Eryngium campestre
- Eupatorium cannabinum
- Euphorbia lucida
- Euphorbia palustris
- Euphorbia salicifolia
- Ficaria verna
- Fragaria vesca
- Fragaria viridis
- Gagea lutea
- Gagea pusilla
- Galeobdolon luteum
- Galium aparine
- Geranium palustre
- Geum urbanum
- Glechoma hederacea
- Glyceria maxima
- Glycyrrhiza echinata
- Hedera helix
- Heracleum sibiricum
- Hiercalium caespitosum
- Hordeum leporinum
- Humulus lupulus
- Hypericum perforatum
- Inula britanica
- Inula helenium
- Iris pseudacorus
- Isopyrum thalictroides
- Juncus effusus
- Lamium album
- Lamium amplexicaule
- Lamium purpureum
- Lapsana communis
- Lathyrus niger
- Lathyrus tuberosus
- Lavatera thuringiaca
- Lemna gibba
- Lemna minor
- Lemna trisulca
- Leonurus cardiaca
- Linaria genistifolia
- Listera ovata
- Lolium perenne
- Lotus corniculatus
- Lunaria rediviva
- Lycopus europaeus
- Lycopus exaltatus
- Lysimachia nummularia
- Lysimachia vulgare
- Lythrum salicaria
- Medicago romanica
- Melampyrum nemorosum
- Melandrium album
- Melilotus officinalis
- Mentha pulegium
- Mercurialis perenis
- Myosotis palustre
- Myriophillum spicatum
- Origanum vulgare
- Phleum pratense
- Phragmites australis
- Physalis alkekengi
- Plantago lanceolata
- Plantago major
- Poa palustris
- Poa pratensis
- Polygonatum latifolium
- Polygonum aviculare
- Polygonum hydropiper
- Potamogeton crispus
- Potamogeton pectinatus
- Potentilla anserina
- Potentilla impoliota
- Potentilla recta
- Potentilla reptans
- Primula veris
- Prunella vulgaris
- Pulmonaria officinalis
- Ranunculus auricomus
- Ranunculus polyanthemos
- Ranunculus repens
- Reseda lutea
- Rubus caesius
- Rubus idaeus
- Rumex acetosella
- Rumex sanguineum
- Sagittaria sagittifolia
- Salvia nemorosa
- Salvia pratensis
- Salvinia natans
- Sambucus ebulus
- Scilla bifolia
- Scirpus tabernaemontanii
- Scutellaria altissima
- Setaria viridis
- Solanum dulcamara
- Solidago virgaurea
- Sonchus arvensis
- Sparganium neglectum
- Stachys palustris
- Stelaria holostea
- Symphitum officinale
- Tanacetum vulgare
- Taraxacum officinale
- Tragopogon dubius
- Trifolium repes
- Tusilago farfara
- Typha angustifolia
- Typha latifolia
- Urtica dioica
- Veronica austriaca
- Veronica hederifolia
- Vicia villosa
- Vincetoxicum hirundinaria
- Viola alba
- Viola mirabilis
- Viola reichebachiana
- Xanthium strumarium

În stratul ierbos din comunitățile forestiere de stejar pedunculat se evidențiază câteva sinuzii. Primăvara  devreme, până la apariția frunzelor pe copaci, înfloresc viorelele (Scilla bifolia), brebeneii (Corydalis solida), floarea vântului (Anemonoides ranunculoides), găinușa (Isopyrum thalictroides), grâușorul (Ficaria verna). Ceva mai târziu înfloresc lăcrămioarele (Convallaria majalis). Unele specii de plante își păstrează o parte din frunze  și iarna: Asarum europaeum, Galeobdolon luteum.
Primăvara, până la apariția frunzelor pe copaci, gradul de acoperire cu stratul ierbos atinge 90% în multe locuri. La sfârșitul verii acesta scade, în aceleași locuri, până la 30%.

### Specii rare
Rezervația găzduiește 9 specii de plante rare, dintre care două (evidențiate cu aldine) sunt incluse în Cartea Roșie a Republicii Moldova, iar peștișoara (Salvinia natans) se regăsește și în lista speciilor de plante rare din convenția de la Berna:
- Acorus calamus
- Asparagus officinalis (EN)
- Asparagus verticilatus (LC)
- Epipactis heleborine (LC)
- Glycyrrhiza echinata (LC)
- Listera ovata
- Lunaria rediviva (EN)
- Sagittaria sagittifolia (LC)
- Salvinia natans (EN)

Cornaciul (Trapa natans) este o specie a cărei populație în anii 1960-1970 acoperea suprafețe mari din albia veche a Nistrului, iar în prezent este considerată dispărută.

### Analiza florei
Din perspectiva taxonomică, speciile de plante din rezervația Grădina Turcească aparțin la 160 de genuri și 61 de familii. Cele mai numeroase familii sunt Asteraceae (24 de specii), Poaceae și Lamiaceae (câte 20 de specii), Rosaceae (18 specii).
Alte tipuri de analiză a florei sunt prezentate în următorul set de grafice:
| bioforme | indici de umiditate                                                                                   | indici de temperatură                                               | indici de reacție a solului                                                            | geoelemente |
| --- | --- | ------------------------------------------------------------------- | -------------------------------------------------------------------------------------- | --- |
| · hemicriptofite (45,5%) fanerofite (16,5%) geofite (14,4%) terofite (10,7%) helohidatofite (9,1%) hamefite (3,8%) | · mezofite (41,2%) xeromezofite (24,7%) higrofite (16,5%) mezohidrofite (11,5%) ultrahidrofite (6,1%) | · mezoterme (72,6%) amfitolerante (12,9%) moderat termofile (14,5%) | · slab acid-neutrofile (38,4%) eurionice (31,3%) acid-neutrofile (23,2%) altele (7,1%) | · eurasiatice (58,3%) europene (18,3%) cosmopolite (11,7%) circumpolare (4,4%) pontice (3,9%) adventive (3,3%) |

1. ↑  Exigențele față de reacția solului diferă de ariile protejate situate pe platouri prin indici mai mari, care cresc în direcția scăderii acidității.
2. 1 2  Hidrofitele și ultrahidrofitele au o cotă mai mare decât pe ariile protejate situate pe platouri.

### Diversitate fitocenotică
Comunitățile vegetale din Grădina Turcească sunt împărțite în 10 asociații:
- forestiere:
  - as. Salicetum triandrae Malcuit ex Noirfalise in Lebrum et al., 1955
  - as. Salicetum albae Issler, 1926
  - as. Salici-Populetum Meijer-Drees, 1936
- acvatice:
  - as. Lemneta minoris [Oberd, 57], Rubel, 1933
  - as. Ceratophyllum demersi Soo, 1927
- palustre:
  - as. Scirpo-Phragmitetum W-Koch, 1926
  - as. Typhetum angustifoliae Pignatti, 1953
  - as. Calistegion sepium [Tx. 1947 ex Oberd. 1949]
- cu plante ruderale:
  - as. Lolio-Plantaginetum majoris [Linkola 1921] Berger, 1930
  - as. Sambucetum ebuli Felfody 1942 (non Kaiser 1926)

## Statut de protecție
Aria protejată Grădina Turcească este o suprafață reprezentativă de pădure de luncă caracteristică pentru pădurile din lunca Nistrului de Jos. Include comunități forestiere caracteristice de luncă (sălcișuri, plopișuri, stejărete), dar și acvatice și palustre. Datorită compoziției floristice și peisagistice, este considerată o suprafață de pădure valoroasă. Genofondul cuprinde 228 de specii de plante vasculare, dintre care nouă sunt rare.
Obiectivul a fost luat sub protecția statului prin Hotărîrea Sovietului de Miniștri al RSSM din 8 ianuarie 1975 nr. 5, care a atribuit zona la categoria ariilor protejate de păduri valoroase. Statutul de protecție a fost reconfirmat prin Legea nr. 1538 din 25 februarie 1998 privind fondul ariilor naturale protejate de stat, în anexele căreia pădurea este atribuită la categoria „Rezervații peisagistice”. Conform Legii din 1998, rezervația este administrată de Gospodăria Silvică de Stat Bender, între timp reorganizată în Întreprinderea Silvică Tighina.
Intervenția omului asupra vechii albii a Nistrului a provocat schimbări esențiale ale condițiilor hidrologice din rezervație, cea mai drastică fiind scăderea nivelului apei. În anii 1960-1970, în albia veche a Nistrului încă mai erau înregistrate specii rare ca Nymphaea alba, Nymphaea candida, Nuphar luteum și Trapa natans. Cea din urmă, cunoscută popular sub denumirea de cornaci, deși ocupa suprafețe mari, a dispărut din cauză că nucile i-au fost mâncate de animalele din bazinul acvatic. Ecosistemele forestiere au avut de suferit în urma executării construcțiilor hidrotehnice (canale).
Pentru optimizarea conservării diversității plantelor, este recomandată ameliorarea tehnologiilor de gestionare a arboreturilor natural fundamentale, pentru a reduce la minim suprafața arboreturilor necorespunzătoare stațiunii. Astfel, prioritară este regenerarea speciilor edificatoare (stejarul pedunculat și plopul alb), inclusiv înlocuirea cu acestea, sau cu arboreturi cu compoziție similară celor natural fundamentale, a suprafețelor artificiale de rășinoase, de salcâm și de glădiță. Este recomandată și eliminarea speciei invazive arțarul american (Acer negundo) de pe tot teritoriul rezervației.